# Michael Potter
Michael Potter (East Orange, 27 de fevereiro de 1924 — Bethesda, Maryland, 18 de junho de 2013) foi um imunologista e pesquisador do câncer estadunidense.

## Vida
Potter obteve um M.D. na Universidade de Virgínia em Charlottesville. Em seguida prestou serviço militar como médico militar no Exército dos Estados Unidos. Em 1954 trabalhou com pesquisas sobre leucemia nos Institutos Nacionais da Saúde, onde dirigiu de 1982 a 2003 o Laboratório de Genética.

## Condecorações e associações
- 1981 membro da Academia Nacional de Ciências dos Estados Unidos
- 1983 Prêmio Paul Ehrlich e Ludwig Darmstaedter[3]
- 1984 Prêmio Albert Lasker de Pesquisa Médica Básica[4]